# Сапсан (електропоїзд)

маршрут (Інтерактивна карта)

Сапсан (Siemens Velaro RUS) — високошвидкісний електропоїзд (з сімейства електропоїздів Velaro виробництва компанії Siemens AG), придбаний ВАТ «РЖД» для експлуатації на російських швидкісних залізницях. Названий на честь сокола-сапсана (Falco peregrinus). Розроблений компанією Siemens спеціально для Росії.
«Російські залізниці» придбали 8 складів за 276 млн євро. Крім того, німецька фірма Siemens отримала контракт вартістю в 354 млн євро на техобслуговування складів протягом тридцяти років.
З моменту свого запуску в грудні 2009 року «Сапсан» перетворився на медійного персонажа: у нього з'явилися власний блог і аккаунт у Твіттері.

## Історія
11 квітня 2005 в присутності президента Російської Федерації Володимира Путіна та канцлера Німеччини Герхарда Шредера керівник РЖД Геннадій Фадєєв і Siemens Ханс Шаберт підписали угоду про спільну розробку та виробництво 60 електропоїздів на базі Intercity-Express з максимальною швидкістю руху до 300 км/год; сума цього контракту оцінювалася в € 1,5 млрд. Передбачалося, що випускатися поїзди будуть у Росії на спеціально створеному спільному підприємстві.
Однак після приходу на посаду президента ВАТ «РЖД» Володимира Якуніна параметри проекту зазнали значних змін, остаточно визначившись до травня 2006 року: кількість закуповуваних поїздів було зменшено всього до 8, при цьому сума контракту зменшилася тільки до € 600 млн. Про виробництво в Росії мови також більше не йшло.
Укладений контракт передбачав угоду про постачання до кінця 2010 року 8 високошвидкісних поїздів Velaro, а також про їх технічному обслуговуванні протягом 30 років або на пробіг не менше 14 млн км. Вартість контракту на постачання становила 276 млн євро, на технічне обслуговування — додатково 354 100 000 євро (загальна вартість організації швидкісного руху між Москвою і Санкт-Петербургом становила, як очікувалося, понад 700 млн євро). Потяги Siemens повинні були прийти на зміну швидкісним поїздам ЕР200, що експлуатуються на лінії Санкт-Петербург — Москва з середини 1980-х років. Надалі планувалася організація руху швидкісних поїздів у напрямку Нижнього Новгорода, Казані, а далі Самари, Сочі і Курська, а в перспективі між Новосибірськом, Красноярськом і Омськом. Опрацьовується можливість швидкісного сполучення до Києва, Мінська, Криму і Адлера (через Харків).
За контрактом передбачалася поставка поїздів наступних типів:
- односистемних поїзд на постійному струмі напругою 3 кВ (версія B1) для експлуатації на лінії Санкт-Петербург — Москва;
- двосистемний поїзд (подвійного живлення) на постійному струмі напругою 3 кВ і на змінному струмі напругою 25 кВ частотою 50 Гц (версія B2) для експлуатації на лінії Санкт-Петербург — Москва — Нижній Новгород.

Японська металургійна компанія Nippon Steel повинна була здійснити постачання рейок в обсязі 20,15 тис. тонн для організації високошвидкісного руху на Жовтневій залізниці.
Для керівництва цим напрямком у ВАТ «РЖД» створена спеціалізована філія — ??Дирекція швидкісного сполучення, яка повинна здійснювати роботи по запуску швидкісного сполучення між Москвою і Нижнім Новгородом, Санкт-Петербургом і Хельсінкі, а також збільшенням швидкостей руху на вже діючих напрямках.
30 липня 2009 «Сапсан» здійснив першу повну демонстраційну поїздку з Москви до Санкт-Петербурга. Регулярне сполучення на даній лінії відкрито 17 грудня 2009 року.

### Хронологія подій

#### 2007-2008
- 20 липня 2007 — у Німеччині (Крефельд-Юрдінген) відбулася урочиста церемонія запуску виробництва першого високошвидкісного електропоїзда Velaro RUS.
- 24 вересня 2008 — створений для Росії німецькою компанією Siemens швидкісний потяг «Сапсан» представлено на Міжнародній транспортній виставці в Берліні.
- 13 листопада 2008 склад занурений в порту Мукран (Німеччина) на пором «Vilnius» і 14 листопада прибув до російського порту Балтійськ, 20 листопада пором з поїздом прибув у порт Усть-Луга, звідки він транспортований по залізниці в моторвагонне депо «Санкт -Петербург-Московське» (ТЧ-10) Жовтневої залізниці.
- 26 грудня 2008 — у Санкт-Петербурзі пройшло представлення першого електропоїзда «Сапсан» виробництва німецької компанії Siemens.

#### 2009
- 28 лютого 2009 — перший вихід на лінію по маршруту від станції Любань до станції Металлострой зі швидкістю до 140 км/год
- 15 березня 2009 — перший пробний прогін потягу «Сапсан» за маршрутом Санкт-Петербург — Москва, швидкість до 180 км/год
- 2 травня 2009 — в ході випробувань на ділянці Окуловка — Мстінський міст Жовтневої залізниці він розвинув швидкість 281 км/год.
- 7 травня 2009 — «Сапсан» в ході передексплуатаційних випробувань на лінії Москва — Санкт-Петербург розвинув рекордну (для Росії, на той момент) швидкість 290 км/год.
- 30 липня 2009 — «Сапсан» здійснив першу повну демонстраційну поїздку з Москви до Санкт-Петербурга. У ході демонстраційної поїздки поїзд зробив тільки одну зупинку — на станції Любань
- На початку вересня 2009 р. Один з потягів «Сапсан» взяв участь у виставці «EXPO 1520» в Щербинці.
- Наприкінці вересня стало відомо, що експлуатація потяга з пасажирами розпочнеться 18 грудня 2009. Стало відомо розклад поїздів
- 14 листопада 2009 — президент ВАТ «РЖД» Володимир Якунін заявив, що поїзди «Сапсан» почнуть курсувати між Москвою і Санкт-Петербургом з 11 грудня 2009
- 20 листопада 2009 — почався продаж квитків на рейси Москва — Санкт-Петербург поїзда «Сапсан» (перший вирушив з Москви 17 грудня 2009 р.).
- У ніч з 27 на 28 листопада 2009 року — «Сапсан» доставив бригаду рятувальників до місця катастрофи поїзда «Невський експрес» і евакуював постраждалих пасажирів.
- 14 грудня потяг «Сапсан» отримав сертифікат відповідності нормам безпеки Російської Федерації
- 17 грудня 2009 в 19:00 електропоїзд ЕВС2-04 вирушив у свій перший комерційний рейс з Москви до Санкт-Петербурга, куди прибув о 22:45
- 18 грудня почався регулярний рух поїзда між Москвою і Санкт-Петербургом за розкладом (3 пари на добу: вранці, вдень і ввечері). З цього ж дня було змінено розклад поїздів на Головному ходу Жовтневої залізниці та ліквідовано поїзд 23/24 і ряд електропоїздів приміського сполучення.
- 21 грудня запізнення «Сапсана» у комерційній експлуатації на 42 хвилини — через відмову двох конденсаторів у другому вагоні
- 25 грудня на станції Балтійськ відбулася вивантаження восьмого потягу «Сапсан», доставленого з Німеччини залізничним поромом «Вільнюс». На 30 грудня, після проходження митного оформлення, було заплановано вантаження на залізничний пором «Балтійськ» і відправка в порт Усть-Луга
- У грудні завершувалися випробування поїзда на Горьківській залізниці. У 2009 р. для «Сапсана» були проведені випробування на двох спеціалізованих випробувальних полігонах: на станції Щербинка Московської залізниці та станції Білоріченська Північно-Кавказької залізниці, а також на діючих ділянках Жовтневої, Московської, Північно-Кавказької і Горьківської залізниць. В ході випробувань перевірялися в тому числі вплив на шлях і зчіплюваність

#### 2010
- 18 січня 2010 стало відомо, що у потягу «Сапсан» виникли проблеми з колісними парами — за 40 тис. км пробігу в них виникли вищербини глибиною 6 мм
- 26 січня 2010 потяг «Сапсан» перевіз стотисячного пасажира
- 2 лютого 2010 р. ВАТ «РЖД» зупинило продажу квитків на «Сапсан» з 13 березня 2010 р. ВАТ «РЖД» офіційно заявило, що це було пов'язано з внесенням змін до графіка курсування, і спростувало інформацію про технічні проблеми в експлуатації поїздів
- 3 лютого 2010 продажа квитків на «Сапсан» була повністю відновлена
- 8 лютого стало відомо, що ВАТ «РЖД» були змушені визнати факт підвищеного зносу колісних пар на «Сапсанах» і заявили, що опрацьовується питання заміни коліс на більш зносостійкі
- 10 лютого 2010 ВАТ «РЖД» оголосили про плани по запуску до липня того ж року ще двох потягів «Сапсан» на напрямку Москва — Санкт-Петербург
- 11 лютого 2010 ВАТ «РЖД» засекретили дослідження причин підвищеного зносу колісних пар «Сапсана»
- 4 березня 2010 став відомий новий графік курсування поїздів, що вводиться з 5 квітня 2010 р. Згідно з ним оборот «Сапсанів» збільшений до 5 пар на добу, а час у дорозі тепер варіює від 3:55 до 4:45
- 20 квітня 2010 у поїзда «Сапсан» з'явився свій блог. Новина потрапила в топ-10 головних подій дня російської блогосфери
- 15 червня 2010 ВАТ «РЖД» оголосило про запуск аккаунта в Twitter, повністю присвяченого «Сапсану»
- 23 червня 2010 ВАТ «РЖД» ввело послугу з доставки малогабаритних відправлень поїздом «Сапсан». До відправлення приймаються документи і будь-яка інша інформація на паперових носіях. Оформлення та прийом бандеролей здійснюється на Ленінградському вокзалі в Москві, Московському вокзалі в Санкт-Петербурзі і на вокзалі Твері. Вартість відправлення — від 350 рублів
- 29 червня глава ВАТ «РЖД» Володимир Якунін дав доручення опрацювати варіант відшкодування пасажиру до 100% вартості квитка на «Сапсан» у разі запізнення швидкісного поїзда на 30 хвилин.
- 23 липня 2010 польський журналіст Анджей Зауха, затриманий в четвер при спробі сфотографувати високошвидкісний електропоїзд «Сапсан» на станції Леонтьєва Тверській області, не мав спеціального дозволу на зйомку від РЖД. У міліції йому заявили, що «Сапсан» — це режимний об'єкт
- 30 липня 2010 відбувся перший рейс за маршрутом Нижній Новгород — Москва — Санкт-Петербург. На урочистий захід прибуло все керівництво ВАТ «РЖД» на чолі з Володимиром Якуніним
- 16 серпня 2010 «Сапсан» перевіз мільйонного пасажира. Ним став житель Твері, який купив квиток на поїзд № 153 сполученням Москва — Санкт-Петербург із зупинкою в Твері
- 2 вересня 2010 з'явилася інформація про плани пуску «Сапсана» до Києва, а в перспективі до Харкова та Сімферополя
- 6 вересня 2010 запущений другий ранковий рейс «Сапсана» з Москви до Нижнього Новгорода. З Нижнього Новгорода і Москви два склади будуть відправлятися одночасно вранці в 6:45.
- 27 грудня 2010 — Начальник Горьківської залізниці Анатолій Лесун заявив, що час руху потягу «Сапсан» на відрізку Москва — Нижній Новгород можна зменшити, але це обійдеться в 6 млрд рублів.

#### 2011
- У лютому 2011 року глава Красноярської залізниці Володимир Рейнгардт заявив про плани запуску потягу «Сапсан» на напрямку Красноярськ-Новосибірськ-Омськ.

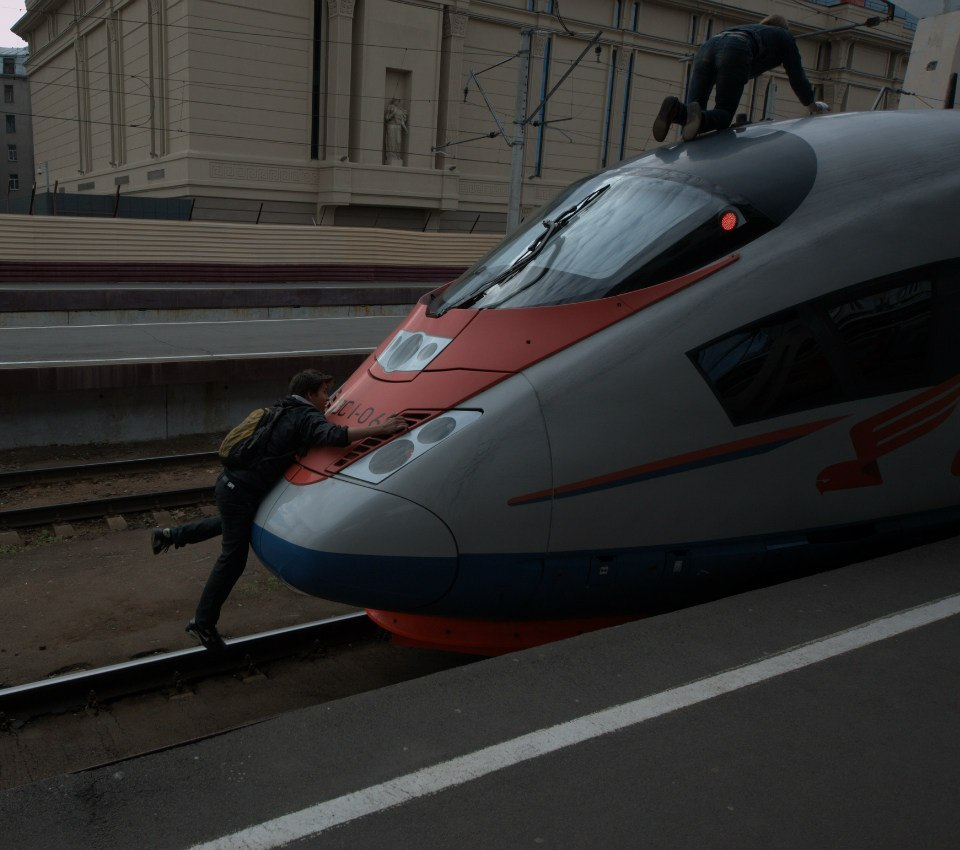
Зачепери на головному вагоні поїзда

- 28 березня 2011 співробітниками транспортної поліції на поїзді вперше були виявлені і зняті пасажири без квитків. Ними виявилися двоє молодих людей, які намагалися проїхати зовні «Сапсана» з Санкт-Петербурга до Москви в міжвагонному просторі, закріпившись за допомогою спеціального спорядження. Пізніше, починаючи з кінця 2010 — початку 2011 року, випадки проїзду зовні поїзда почастішали, про що свідчать зняті трейнсерферами численні відеоролики на YouTube.
- У квітні 2011 року глава Куйбишевської залізниці повідомив, маршрут швидкісного поїзда з Москви в Самару вже на етапі затвердження. Згідно з підрахунками експертної групи, поїзд Сапсан сполученням Москва — Самара буде йти 8 годин.
- Квітень 2011 року. Керівник РЖД Володимир Якунін заявив про плани з налагодження російського виробництва поїздів «Ластівка» (Desiro). При цьому він зазначив, що поїзд Сапсан в Росії вироблятись не буде, так як він не бачить сенсу в локалізації виробництва поїздів, потреба в яких обмежена.
- 26 квітня 2011. Міністерство інфраструктури України запропонувало РЖД пустити потяг Сапсан на напрямку Москва — Київ — Москва. За оцінками українських експертів довжина залізничних колій складе 830 кілометрів. Пілотна назва проекту — Славутич-Сапсан.
- 29 травня 2011 поїзд № 163 «Сапсан» сполученням Санкт-Петербург — Москва перевіз тримільйонного пасажира
- 20 вересня прес-службою ВАТ «РЖД» було поширено повідомлення, що поїзди 173/174 і 175/176 проходженням Санкт-Петербург — Нижній Новгород будуть виведені з розкладу з 31 жовтня 2011 р. Основні причиною такого рішення названа технічна неможливість одночасного прийому двох швидкісних поїздів на Курський вокзал Москви. Однак, відповідно до думки експертів, висновок поїзда з розкладу пов'язаний з низьким пасажиропотоком, причина якого криється в помилках менеджменту компанії
- 25 вересня 2011 на поїзді № 163 «Сапсан» здійснив поїздку чотирьохмільйонний пасажир
- 17 грудня 2011 ВАТ «РЖД» був вперше відсвяткований «День високих швидкостей». Цього дня поїздом «Сапсан» відправлений п'ятимільйонний пасажир і відбулася прем'єра художнього фільму, присвяченого поїзду, «Сапсан, я люблю тебе»

#### 2012-
- 18 травня 2012 ВАТ «РЖД» повідомила про введення нових тарифних планах для постійних пасажирів високошвидкісних поїздів з 1 липня 2012 року. Так при купівлі квитка з датою відправлення за 45 діб пасажир може заощадити до 20% від базової вартості квитка. Взагалі вартість залежатиме від трьох факторів: завантаженості складу, класу обслуговування та дати відправлення. Було оголошено і про введення спеціальних іменних карт для школярів, студентів та пенсіонерів, а також карт «Ресторан» та «Дві столиці» — дією 1 рік і вартістю 300 і 500 рублів відповідно.
- 5 грудня 2012 в поїздах з'явився Wi-Fi від Мегафона. Для пасажирів бізнес-класу послуга безкоштовна. Пасажирам економ-класу пропонується купити скетч-картки у стюартів і провідників.
- З 17 грудня 2012 року в поїздах «Сапсан» організовано мовлення телеканалу Russia Today. Пропоновані до перегляду пасажирам передачі RT ведуться російською мовою з англійськими субтитрами. Дата старту мовлення була приурочена до 3-й річниці початку регулярних рейсів поїздів.

## Про поїзд
Потяги Siemens для Росії сконструйовані на базі стандартної платформи Velaro, на якій були виготовлені поїзди для Іспанії — Velaro E, і для Китаю — Velaro CRH3. Проте «Сапсан» має і ряд конструкційних відмінностей: зокрема, повітрозабірники винесені на дах, поїзди здатні працювати при температурі повітря до мінус 50 градусів, а їх салон — ширше стандартного європейського майже на 30 см, що пов'язано з габаритом рухомого складу СНД, який має суттєві відмінності від європейського. Максимальна конструктивна швидкість поїзда становить 350 км/год, по російських дорогах швидкість поїзда обмежена 250 км/год. Велику частину шляху Москва — Санкт-Петербург поїзд прямує з максимальною швидкістю 200 км/год, і тільки на одній ділянці, між Окулівкою і Малою Вішерою, а точніше Мстінським мостом, він може збільшувати швидкість до 250 км/год. На маршруті Москва — Нижній Новгород, по якому поїзд почав щодня ходити з 30 липня 2010 року, поїзд може розвивати швидкість до 160 км/год на ділянці від Пєтушков до станції В'язники, а на іншому протязі маршруту лише не більше 140 км/год. Поїзд використовує рекуперативне гальмування, що дозволяє зменшити витрати на електроенергію.
Кліматичні випробування поїзда були проведені в кліматичній камері компанії RTA Rail Tec Arsenal Fahrzeugversuchsanlage GmbH.

### Схема компонування вагонів
Файл:Sapsan komponovka.JPG

Верхній — односистемних поїзд серії ЕВС1 на постійному струмі напругою 3 кВ (версія B1).

Нижній — двосистемний поїзд серії ЕВС2 на постійному струмі напругою 3 кВ і на змінному струмі напругою 25-27 кВ частотою 50 Гц (версія B2).
- Гбт — Головний вагон, бізнес-клас, тяговий.
- ДП — Дросельний, туристичний клас, причіпний.
- Т — Туристичний клас, причіпний.
- ТТР — Туристичний клас, з трансформатором для змінного струму, причіпний.
- Тт — Туристичний клас, тяговий
- Та — Туристичний клас, акумуляторний, причіпний.
- Таб — Туристичний клас, акумуляторний, з бістро (ресторан), причіпний.

Один рейс «Сапсана» обслуговує 24 працівники: машиніст, помічник машиніста, бортінженер, начальник поїзда, 9 провідників, касир, 7 стюардів, з яких 4 — для вагонів бізнес-класу, 2 офіціанта вагона-бістро і один бармен. Всі вони пройшли спеціальне навчання у Німеччині, а також на базі Центру підготовки авіаційного персоналу ВАТ «Аерофлот», де їх вчили іноземним мовам, надання першої медичної допомоги та сервісу на борту високошвидкісного поїзда, у тому числі з аспектами психології. Всього укомплектовано 40 локомотивних бригад. Штат поїздних бригад потягів «Сапсан» становить 82 провідника і 7 начальників поїздів.

## Лінія Москва— Санкт-Петербург

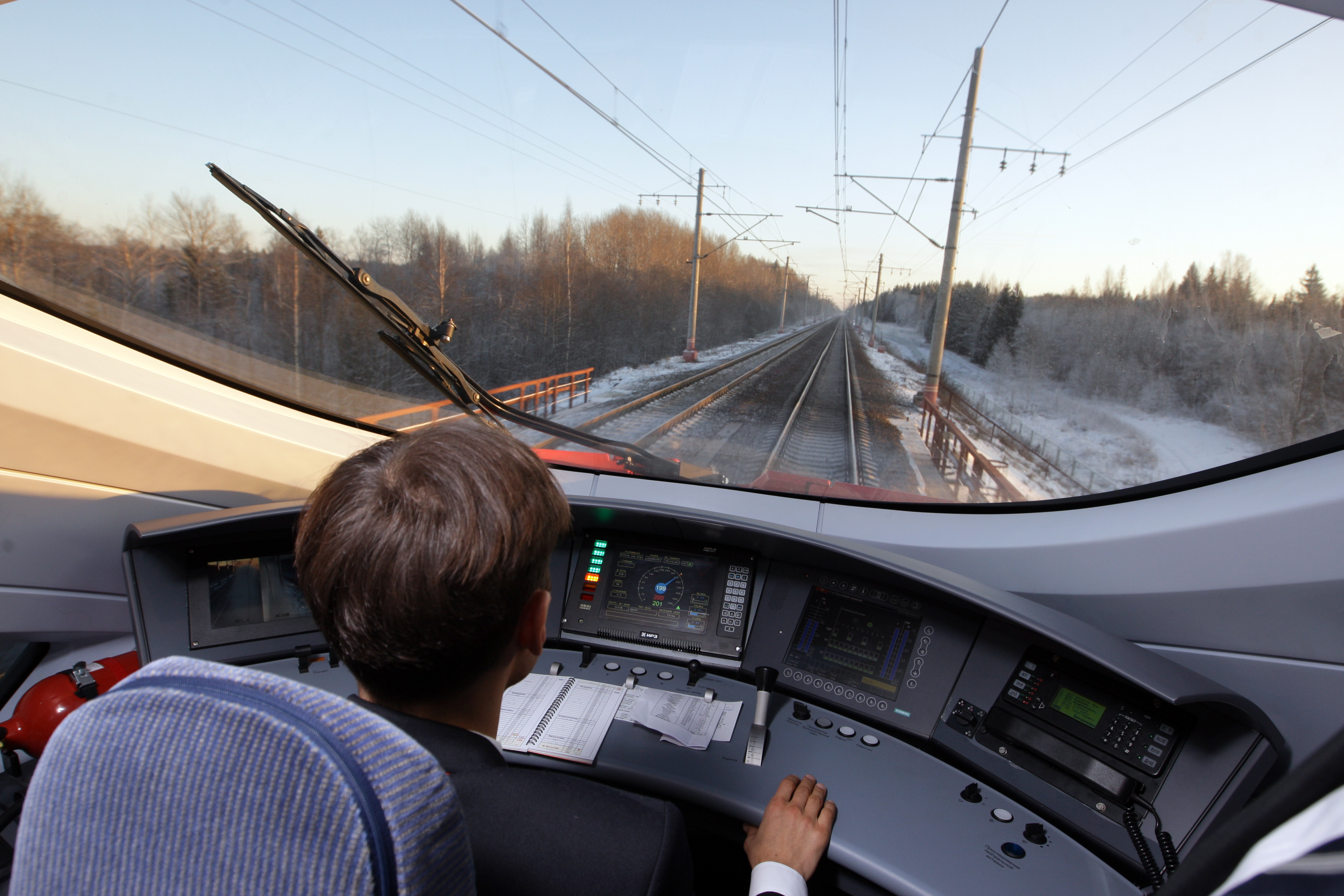
Вид із кабіни поїзда

Первісний час поїздки між двома столицями становить 3 години 45 хвилин (що на 10 хвилин менше, ніж найкращий час ЕР200 на даній лінії). Надалі планувалося скорочувати час у дорозі. Однак, відповідно до графіка, введеним з 5 квітня 2010 року, час у дорозі навпаки, збільшено, і тепер варіює від 3:55 до 4:45.
Обслуговування поїздів буде проводитися в моторвагонному депо «Санкт-Петербург — Московське» (ТЧ-10), Жовтневої залізниці, розташованому в селищі Металлострой.
Перший поїзд Siemens в Росії сформований з 10 вагонів. Вагони «Сапсана» мають двокласну компоновку — туристський і бізнес-клас. Проїзд в економ-класі «Сапсана» без харчування за маршрутом Москва — Санкт-Петербург обійдеться пасажирові в суму від 1841,4 до 3594 руб., в бізнес-класі — від 4763,4 до 6671 руб. Вартість квитка варіюється залежно від сезонності, дня тижня і часу відправлення. При використанні електронної карти і при одночасній купівлі квитків у двох напрямках надаються знижки
У зв'язку із запуском потягу «Сапсана» був ліквідований денний бюджетний поїзд № 23/24 «Юність» Москва — Санкт-Петербург і ряд електропоїздів. Цим самим жителі Тверської та Новгородської областей були залишені без денного сполучення з Москвою і Санкт-Петербургом, що викликало невдоволення у пасажирів. Після цього у ряду поїздів у новому розкладі були введені зупинки у Вишньому Волочку і Окуловці, на додаток до вже наявних в Твері і Бологому.
За підсумками шести місяців експлуатації середня заповнюваність поїздів склала 84%, було перевезено понад 657 тис. пасажирів. За перший місяць у книзі відгуків — 77 подяк від пасажирів і 9 скарг на не зовсім якісне харчування
За даними МВС на кінець червня 2010 року під колесами потяга загинули, як мінімум, п'ять осіб з числа жителів Московської, Тверської і Новгородської областей. Інциденти в чому пояснюються відсутністю зручних переходів через лінію Жовтневої залізниці у низці населених пунктів, число яких скоротилося з запуском швидкісного поїзда, а також безшумністю «Сапсана», що не дозволяє дізнатися про його наближення здалеку. Незважаючи на вжиті у 2010–2011 рр. заходи безпеки (будівництво парканів вздовж межі смуги відведення залізниці, оснащення пішохідних настилів сигналізацією про наближення поїзда, чергування співробітників охорони у переходів тощо), кількість випадків наїзду швидкісних поїздів на людей залишається високим. Так за перші шість з половиною місяців 2012 року під колесами «Сапсана» загинуло вісім осіб.
Цілий ряд проблем при експлуатації поїзда виникає через те, що високошвидкісний рух організовано по загальним із звичайними поїздами залізничних коліях. У зв'язку з цим прийнято рішення про будівництво першої в Росії спеціалізованої високошвидкісної залізничної магістралі Москва — Санкт-Петербург. По новій трасі потяги зможуть курсувати зі швидкістю до 400 км/год. Закінчення будівництва заплановано на 2017 рік.
ВАТ «РЖД» планує оформляти наскрізний квиток для пасажирів «Сапсана» (Москва-Петербург) і «Алегро» (Петербург-Гельсінкі) — проїзд на обох поїздах здійснюватиметься по одному квитку. На 1 червня 2011 р. ВАТ «РЖД» планує синхронізувати розклад швидкісних поїздів «Алегро» і «Сапсан». У майбутньому між Фінляндським вокзалом, куди приходить «Алегро», і Московським вокзалом Петербурга, куди приходить московський «Сапсан», планується організувати трансфер.
У березні 2011 року Російські Залізниці оприлюднили плани про введення місячних проїзних абонементів для проїзду на поїзді Сапсан. Згідно з прогнозами, дані абонементи можуть бути затребувані пасажирами, які часто здійснюють поїздки до Санкт-Петербурга з Москви. Тарифи згідно з даним квитком, як передбачається, будуть включати істотну знижку по відношенню до звичайних квитків.

## Лінія Москва— Нижній Новгород

Електропоїзд ЕВС2 здійснює передексплуатаційний рейс на Горьківському напрямку МЖД в червні 2010 року

Час руху за маршрутом Москва — Нижній Новгород становить 3 години 55 хвилин, при максимальній швидкості 160 км/год. По шляху проходження склад робить двохвилинні зупинки у Владимирі, а також у Дзержинську (поїзда № 171-172). Перший рейс здійснений 30 липня 2010 р., інтенсивність руху дві пари на добу — одна пара ходить з Санкт-Петербурга в Нижній Новгород (№ 175/176) і назад (№ 173/174) через Курський вокзал Москви, а з 6 вересня 2010 р. друга пара ходить з Москви до Нижнього Новгорода з Курського вокзалу (№ 172) і назад (№ 171). Загальний час у дорозі становить 7 годині 55 хвилин із Санкт-Петербурга в Нижній Новгород і 3 години 55 хвилин з Москви до Нижнього Новгорода. При цьому середня швидкість потягу на ділянці Москва — Владимир складе 107 км/год, а на ділянці Владимир — Нижній Новгород 118 км/год. Враховуючи достатньо невисоку швидкість поїзда на даних ділянках, пуск потягу «Сапсан» у напрямку Нижнього Новгорода можна виправдати виключно роботою над іміджем в компанії ВАТ «РЖД», так як за технічними характеристиками потяг «Буревісник» може слідувати з аналогічними швидкостями.
До того ж в 2005 році «Буревісник-2» долав відстань до Москви за 4 год 34 хв, з них 20 хв вимагалося на зміну локомотива у Володимирі, при цьому даний поїзд не переводився компанією ВАТ «РЖД» у розряд швидкісних. Вартість місця в поїзді «Буревісник-2» у цей час становила приблизно 500 р. (Що втричі дешевше економ-класу в «Сапсані»), була широко доступна і порівнянна з автомобільним повідомленням. Після введення в експлуатацію поїзда Сапсан на ділянці Москва — Нижній Новгород потяг «Буревісник-2» був переведений в розряд швидкісних; вартість проїзду була підвищена приблизно до 1 тис. руб. Це було негативно зустрінуто нижегородцями, позбавлені дешевих швидкісних рейсів до столиці і назад.
У 2007 році розпочалася реалізація проекту з модернізації колії з метою підвищення швидкості руху до 160 км/год. Для забезпечення безпеки очікують і пасажирів інших потягів проектом було передбачено розширення платформ. У липні 2007 року на зустрічі з керівництвом області старший віце-президент ВАТ «РЖД» Борис Лапідус заявив, що планкою для залізничників є час руху 1 година 40 хвилин. У 2010 році губернатор області Валерій Шанцев повідомив, що досягнення рівня 1 год 10 хв буде можливим після будівництва нової високошвидкісної магістралі. За словами начальника ГЖД Сергія Козирєва, тривалість знаходження поїзда в дорозі буде скорочено в 2012 році до 3 годин.
Планується, що час у дорозі до 2013 року скоротиться до трьох з половиною годин, а швидкість руху збільшиться до 200 км/год, що стане можливим завдяки роботам, проведеним на шляхах.
Тестові випробування на Горьківської залізниці почалися влітку 2009 року.
Згідно з проектом на території ГЖД буде розташовуватися крита стоянка для 4 потягів «Сапсан», призначених для обслуговування маршруту Москва — Нижній Новгород. Технічне обслуговування поїзда будуть проходити в моторвагонному депо Нижній Новгород-Московський.
Продаж квитків на напрямок Санкт-Петербург — Москва — Нижній Новгород відкрився 18 червня 2010 року, перший потяг за маршрутом відправився 30 липня, у Москву потяги прибувають на Курський вокзал.
За перший місяць з початку продажів було оформлено лише 800 квитків, тоді як місткість одного потягу становить 538 місць. За словами заступника начальника Горьковської залізниці з пасажирських перевезень Сергія Калініна, для рентабельності нижньогородського «Сапсана» мінімальна ціна квитка на ньому повинна бути 2300 рублів з наповнюваністю вагонів 80% (тоді як нинішній тариф становить 1422 р. в економ-класі і 3330 р. у бізнес-класі).
У травні 2011 року на маршруті руху швидкісного поїзда «Сапсан» Москва — Нижній Новгород планувалося демонтувати залізничні переїзди. Переїзди знімалися на 428-му кілометрі (станція Доскін), на 397-му кілометрі (селище Решетіха), на 388-му, 390-му і 392-му кілометрах (Володарськ) і на 377-му кілометрі (Ільїногорське). Відповідно до заяв обласної влади, для водіїв мали бути створені альтернативні шляхи, однак протест громадськості і необхідність солідних фінансових вкладень призупинили реалізацію цього проекту.

## Розширення мережі проекту
18 березня 2011 міністр транспорту РФ Ігор Левітін повідомив, що «резерви використання існуючих залізничних ліній для швидкісного сполучення вичерпані і подальший розвиток швидкісного та високошвидкісного повідомлення зажадає будівництва виділених ліній».
Як можливі лінії, де будуть експлуатуватися поїзди «Сапсан» називалися:
- Лінія Москва — Казань:

12 грудня 2010 Головою Уряду Російської Федерації В. В. Путіним було зроблено заяву про те, що буде організовано високошвидкісне сполучення за напрямком Москва — Казань у зв'язку з проведенням Чемпіонату світу з футболу 2018 року, який проходитиме в РФ, у тому числі в Казані.
- Лінія Москва — Ярославль:

У 2010 році губернатором Ярославської області Сергієм Вахруковим було зроблено заяву про те, що до 2013 року планується запуск потягів «Сапсан» на лінії Москва — Ярославль. У ВАТ «РЖД» уточнюють, що за даним маршрутом буде пущений швидкісний електропоїзд «Ластівка», заснований на моделі Siemens Desiro

## Інциденти
За перший рік під колесами поїзда загинуло понад 20 людей, за що «Сапсан» отримав прізвисько «Біла смерть». Причиною нещасних випадків є висока швидкість поїзда, до якої місцеві жителі не звикли, і його відносна безшумність в порівнянні з іншими поїздами. Згідно з даними, що попали в пресу, про конкретні випадки травмування «сапсанів» людей, число загиблих і що отримали серйозні травми на кінець березня 2013 наближається до 50. Проте за словами адвоката Ігоря Трунова згідно з відомостями оперативних джерел тільки за один 2011-й рік відбулося близько 60 випадків травмування та загибелі людей. ВАТ «РЖД» відповідної статистики не публікує і в своїх виданнях не інформує про трагедії. Так, наприклад, про травмування людини в Хімках 5 лютого 2013 стало відомо лише після того, як редактор газети «Коммерсант» Рената Ямбаева розмістила на своїй сторінці в соціальній мережі «Facebook» фотознімок «Сапсана» на Ленінградському вокзалі з заклеєними скотчем ушкодженнями носового обтічника, що викликав численні обговорення в блогах і на вебфорумах.

### 2009
- З початку випробувань в Росії і до першого демонстративного рейсу під колесами «Сапсана» загинули дві людини, які переходили залізничні колії у невстановлених місцях. У першому демонстративному рейсі (30 липня 2009 року) «Сапсан» зіткнувся з птахом.
- 24 грудня «Сапсан» збив людину, що сидів, звісивши ноги, на платформі Академічна в Тверській області

### 2010
- 8 січня — на станції Ліхославль «Сапсан» збив пішохода, який переходив шляху.
- На початку лютого жінка, яка вийшла з електрички на платформі Обухове в Санкт-Петербурзі, зістрибнула на рейки, щоб зрізати дорогу, і потрапила під колеса «Сапсана».
- 11 квітня — у 21 год 32 хв за московським часом у поїзда № 166 «Сапсан» стався злам струмоприймача біля станції Леонтьєва Жовтневої залізниці. Причиною став обрив 4-х прольотів контактних проводів. В результаті події було пошкоджено вітрове скло.
- 16 квітня — на перегоні Колпіно — Сабліно, на зал. платформі Поповка, на смерть збитий 15-річний підліток. За словами батьків, коли школяр переходив колію, попереджувальних сигналів не було, і він вирішив, що це звичайний поїзд. Через кілька секунд вихрові потоки затягли його під поїзд. Машиніст бачив на шляху людину, але техніка безпеки забороняє застосовувати екстрене гальмування, якщо швидкість поїзда вище 140 км/год.
- 23 червня — на перегоні Сенеж — Соняшникова Жовтневої залізниці поблизу Солнечногорска була смерть збито жінку, яка переходила колії в не призначеному для цього місці
- 26 серпня — на платформі Трубнікова, на перегоні Любань — Торф'яне, травмовано чоловіка. Він позбувся ноги
- 4 вересня — «Сапсан» на смерть збив 22-річну дівчину на станції Боровенка. Дівчина була в навушниках і не чула попередження про наближення поїзда.
- 11 вересня на станції Бурга Новгородської області був збитий пасажир М. Говязін
- 2 жовтня — на перегоні між станціями Химки і Східної смертельно травмовано людину.
- 6 грудня — склад, що рухався зі швидкістю 166 км / год, на смерть збив жінку на станції Рябово.
- 7 грудня — на 53-му км колії в районі станції Тосно поїзд, що прямував з Москви до Санкт-Петербурга, на смерть збив 45-річну жінку.
- За офіційно непідтвердженою інформацією в кінці вересня 2010 була збита 55-річна вчителька в місті Реутова
- 27 грудня — близько 15:04 в районі селища Спирово на швидкості 138 км / год була збита 58-річна мешканка Твері. Машиніст застосував екстрене гальмування, проте наїзду уникнути не вдалося. Стан потерпілої після аварії оцінювався як стабільно важкий.

### 2011
- 17 січня — потяг «Сапсан» № 153 Санкт-Петербург — Москва прибув на Ленінградський вокзал з запізненням на 2 год 04 хв. Потяг «Сапсан» № 152 сполученням Москва — Санкт-Петербург (відпр. 6:45) також прибув з 40-хвилинним запізненням на Московський вокзал Санкт-Петербурга.
- 26 січня — після терористичного акту в московському аеропорту Домодєдово прийнято рішення про введення на швидкісних поїздах «Сапсан» і «Алегро» посиленої охорони ..
- 23 березня — в Конаковском районі Тверської області, на станції Завидово був на смерть збитий 26-річний службовець ОМОНу, який перетинав залізничні колії по пішохідному переходу.
- 15 квітня — в Санкт-Петербурзі в 23:20 під «Сапсан», що прибував до платформи Московського вокзалу потрапив чоловік. Від отриманих травм чоловік помер.
- 1 червня — в Московській області на станції Залізнична в 10:12 під колесами «Сапсана» загинув невідомий чоловік. Передбачається, що це було самогубство.
- 19 липня — на 478 км головного ходу Жовтневої залізниці (м. Твер) поїзд № 157 збив 81-річного чоловіка.
- 24 вересня 20:30 на платформі Алабушево «сапсаном» був серйозно травмований невідомий чоловік середніх років. Потерпілий був доставлений в лікарню, проте врятувати його лікарям не вдалося — 25 вересня 5:50 чоловік помер від отриманих травм.
- 13 жовтня — в 20:07 смерть збив людину, вік і стать якої не уточнюється. При цьому, за даними ОЖД, він переходив дорогу в недозволеному місці.
- 14 жовтня — на станції Чудово під «Сапсан» кинулася жінка, з травмою ніг була доставлена до лікарні. Поїзд йшов з Москви по неправильному шляху зі швидкістю не більше 40—60 км на годину через ремонт колії. Відразу перед в'їздом на станцію Чудово машиніст застосував екстрене гальмування і поїзд різко зупинився. Простоявши близько 10—15 хвилин, поїзд почав трохи подавати назад у бік Москви. Склад прибув до Санкт-Петербурга з запізненням в 10-15 хвилин.
- 9 грудня — на перегоні Хімки — Новоподрезково, на ділянці Хімки — Планерна, 29-річний трейнсерфер Григорій Ліхтаренко розбився на смерть, зірвавшись з даху поїзда. За попередніми даними, пасажир-екстремал заліз на дах між 1 і 2 вагоном і пішов по даху вперед, але не зміг втриматися. На тому ж потязі між вагонами перебували двоє інших екстремалів, які доїхали без пригод.

### 2012
- 29 січня — о 14:55 поїзд № 158 на 476 км ГХ ОЖд (м. Твер) скоїв наїзд на 80-річного чоловіка, постраждалий загинув на місці.
- 13 лютого — близько 15:15 поїзд № 158 смерть збив чоловіка на ділянці Індустрія — Осеченка.
- 19 лютого — о 8:20 ранку потяг «Сапсан» на смерть збив 23-річного петербуржця в селі Вялков Окуловського району Новгородської області. Четверо з п'яти охоронців, які повинні були стежити за даною ділянкою і не допустити трагедії, були відсутні на посту, п'ятий співробітник охорони спав, залишивши пост без спостереження.
- 4 квітня — на перегоні Східної — Химки близько 23:30 потяг збив на смерть чоловіка. За версією слідства, чоловік перетинав шляху в недозволеному місці.
- 24 травня «сапсаном» був на смерть збитий чоловік в Клину.
- 2 червня — на коліях на перегоні Дорошіха — Ліхославль близько 17:50 поїздом № 162 Москва — Санкт-Петербург був збитий невідомий чоловік. Від отриманої травми голови потерпілий помер.
- 15 червня — на перегоні Колокша — Ундол були збиті дві дівчини 15 і 17 років, які переходили залізничні колії. З численними травмами обидві були доставлені до Собинської центральної районної лікарні.
- У другій половині червня 2012 року в селищі Поварово «сапсаном» була травмована 76-річна мешканка Москви Аліса Єгорова. Постраждала померла в лікарні.
- 16 липня — в Санкт-Петербурзі в районі платформи Сортувальна загинув чоловік. За словами очевидців, він бачив як наближається «Сапсан» і відійшов від шляхів, але його втягнуло під колеса вихровим потоком.
- 3 вересня — в Москві на платформі Планерна «Сапсан» збив на смерть 35-річного старшого сержанта поліції Північного адмістратівного округу, який гнався за правопорушником.
- 28 вересня — на станції Редкино близько 10:00 ранку поїзд № 151 «Сапсан» сполученням Санкт-Петербург — Москва на смерть збив жінку.
- 15 жовтня — в Твері біля платформи Пролетарська в 8:08 «сапсаном», що слідував з Москви до Санкт-Петербурга, була смертельно травмована 71-річна жінка, яка переходила залізничні колії по пішохідному настилу між платформами.
- 18 жовтня — на станції Любань в 20:30 була смерть збита молода жінка, яка перебіла колії перед поїздом.
- 13 грудня близько 18:00 на станції Завидово поїзд № 161 «Сапсан» на смерть збив жінку, яка йшла по рейках.

### 2013
- 5 лютого — у станції Чорне Горьковського напряму МЗ поблизу міста Желєзнодорожний в о 07:40 була насмерть збита дівчина, яка перебігала колії.
- 5 лютого — в Хімках прямувавший із Санкт-Петербурга поїзд збив чоловіка. Постраждалий був госпіталізований.
- 11 лютого близько 15:00 на 245-му кілометрі головного ходу Жовтневої залізниці був збитий 45-річний глухонімий чоловік. Постраждалий помер на місці.
- 24 березня — біля платформи Санаторій «сапсаном» був збитий молодий чоловік. Постраждалий помер на місці від отриманих травм.
- 28 березня — на перегоні Редкино — Твер «сапсаном» маршруту № 162 був на смерть збитий чоловік.
- 17 квітня — у Санкт-Петербурзі на станції Сортувальна в 19:33 наступний до Москви «Сапсан» на смерть збив 46-річного чоловіка.

### Судові позови
- 25 жовтня 2010 Міщанський суд Москви стягнув з ВАТ «РЖД» 160 тисяч рублів компенсації моральної шкоди на користь батьків загиблих 16 квітня 2010 року під колесами «Сапсана» неповнолітнього Олексія Богданова. У резолютивній частині рішення суду зазначено, що 80 тисяч рублів із цієї суми має бути виплачено батькові загиблого і стільки ж — матері. Також, суд зобов'язав ВАТ «РЖД» виплатити батькам Олексія 17701 рублів матеріальних витрат, які понесла родина, і 700 рублів сплаченої ними мита.
- 15 червня 2011 Міщанський суд Москви зобов'язав Російські залізниці щомісяця до досягнення 18-річчя виплачувати допомогу трирічної дочки Максима Говязіна, загиблого під колесами «Сапсана» 11 вересня 2010 року на станції Бурга Новгородської області. Також суд зобов'язав Російські залізниці виплатити компенсацію у розмірі п'ятдесяти тисяч рублів у рахунок компенсації моральної шкоди здоров'ю дружині загиблого і шістдесяти п'яти тисяч рублів — як відшкодування матеріальної шкоди. У позовній заяві зазначено: Максим Говязін знаходився на платформі як пасажир і не міг знати про наближення поїзда — платформа не обладнана системою оповіщення; розклад поїзда «Сапсан» на платформі не було заповнений. Постраждалого збив потік від швидкісного поїзда.

## Додаткове забезпечення безпеки
У грудні 2009 року прем'єр-міністр Росії В. В. Путін перерахував компанії ВАТ «РЖД» кошти з Федерального бюджету Росії в розмірі 1 млрд рублів на охоронні заходи по маршруту слідування «Сапсана». Міністерство транспорту запропонувало, на додаток до існуючої системи відео-спостереження, розмістити пости охорони через кожні 20 км шляху. ВАТ «РЖД» відмовилося коментувати нові заходи безпеки, посилаючись на закритість даних відомостей.
Згідно зі звітом головного ревізора з безпеки Жовтневої залізниці, станом на грудень 2010 року на шляху руху швидкісного поїзда «Сапсан» встановлено відеоконтроль на семи мостах, восьми вокзалах, двох станціях, а також у депо. Для забезпечення безпеки пішоходів встановлено понад 1100 км загороджувальних щитів.
У березні 2011 року на Московському вокзалі в Санкт-Петербурзі, а також на Ленінградському в Москві почали будувати окремий павільйон для огляду пасажирів поїзда «Сапсан». Міра щодо запобігання терактів передбачала установку рамок з детекторами, але для поїзда Сапсан було прийнято рішення зробити процедуру окремої.
На початку квітня 2011 року на Московському вокзалі в Санкт-Петербурзі і Ленінградському вокзалі в Москві введена пілотна безконтактна система огляду багажу. Нова система, розроблена в російському наукомісті Дубна, дозволяє виявити вибухові та наркотичні речовини. На першому етапі з її допомогою вибірково оглядають лише пасажири потягу «Сапсан».

## «Сапсан» в медійному просторі
З моменту свого запуску в грудні 2009 року «Сапсан» перетворився на медійного персонажа: у нього з'явилися власний блог і аккаунт в Twitter. Також в Інтернеті з'явилася серія мультфільмів, головним героєм яких виступив мальований Сапсанчік (ВАТ «РЖД» підтвердили причетність до цієї медіакампанії).
Крім того, на початку 2012 року в Інтернеті з'явився ролик «Сапсан, я люблю тебе», що складається з 5 короткометражних фільмів і знятий в ході справжніх рейсів «Сапсанів» за участю компанії РЖД.
За підвищену небезпеку для оточуючих в деяких ЗМІ отримав прізвисько «Біла смерть».
У грудні 2010 року у телепередачі «Камеді Клаб» був показаний міні-кліп, що містить фразу «Здоровий, сильний був пацан, поки не збив його „Сапсан“», що стала крилатою.
У російському дитячому мультиплікаційному серіалі «Тишка-паровозик», що транслюється в телепередачі «На добраніч, малюки!» з січня 2013 року, є присутнім персонаж на ім'я Сапсан, що зовні нагадує головний вагон однойменного поїзда. В епізоді «Хто швидше» Сапсан і Тишка вирішують з'ясувати, хто з них швидше і влаштовують змагання. Під час заїзду у Сапсана відвалюється колесо, — даний момент також є алюзією на факт підвищеного зносу коліс у реального «Сапсана».

## Критичні оцінки і протести
- При організації високошвидкісного руху були скасовані кілька електричок, в результаті чого інтервали між поїздами вдень зросли до декількох годин, дуже багатьом поїздам і електричок були введені стоянки для обгону «сапсанів» від 20 до 60 хв. Були скасовані дуже важливі для міжобласного сполучення денні поїзди N23/24 «Юність» і електропоїзд-експрес N813/814. У результаті в денний час стало неможливо доїхати з Москви до ряду міст лінії Москва-Петербург (Вишній Волочек, Бологоє, Окуловка та інші) нічим іншим, окрім «Сапсана». А вартість поїздки на «Сапсані» в 4-5 разів вище, ніж у скасованих поїздах. Були перекриті переходи через колії, сильно збільшився час закриття переїздів. Це викликало невдоволення жителів Тверській області і Московської області; зафіксовані понад півтора десятка випадків нападу на поїзд. Запуск швидкісних поїздів сприяв зростанню соціальної напруженості в населених пунктах по трасі. До травня 2010 р. було розбито 20 віконних блоків, пошкоджено лакофарбове покриття на 14 вагонах.
- Наприкінці 2011 на сайті «Стратегія-2020» з'явився висновок про те, що розвивати швидкісний залізничний рух без будівництва виділених високошвидкісних магістралей в Росії безглуздо. Вказується, що запуск однієї пари пасажирських поїздів вимагає зняття шести пар вантажних, а це ускладнює рух вантажних складів. Так, після запуску «Сапсана» між Москвою і Петербургом маршрут перевезення вантажів між цими містами збільшився з 660 до 1110 км з супутнім подорожчанням перевезених товарів. Місцевий вантажопотік з ділянки Санкт-Петербург — Москва перенаправляється через Ярославль, Вологду, Волхов, Дно, Новосокольникі.
- Згідно з думкою адвоката загиблого під колесами «Сапсана» М. Говязіна, потяг «йде настільки швидко і настільки безшумно з'являється, що стягує з платформи речі, дрібних тварин, людей. Ця небезпечна зона в чому залежить від швидкості, з якою поїзд проноситься повз платформи, і становить від 3 до 5 метрів. А наші платформи мають ширину в 4,5 метра».
- Ігор Трунов, адвокат сім'ї загиблого під колесами поїзда А. Богданова, заявив: «Рух поїзда супроводжується потужною повітряною хвилею. Фахівці кажуть, що небезпечна зона становить п'ять метрів, а ширина залізничної платформи — 4 метри 60 сантиметрів. Поїзд піднімає потужний вихровий потік, який захоплює за собою і речі, і людей з перону. Повітряна хвиля від летить „Сапсана“ піднімає гравій з шляху і розгойдує навіть електрички». Він вважає, що «„Сапсан“ мчить майже безшумно — на горизонті з'являється біла крапка, і вже через пару секунд повз пролітає біла стріла. Вихрові потоки при цьому настільки сильні, що Олексія затащило під поїзд і буквально розмазало по залізничному полотну. Від хлопчика практично нічого не залишилося»
- Недостатня місткість складу. У зв'язку з цим мається регулярна нестача місць на пікові рейси. Також основні рейси довелося дублювати двома поїздами «Сапсан», що вирушають з інтервалом в 15 хвилин. Оскільки за 15 хвилин перед проходом швидкісного поїзда рух будь-яких поїздів припиняється, то це викликає простої інших поїздів по 35 хвилин і більше.

## Фотографії

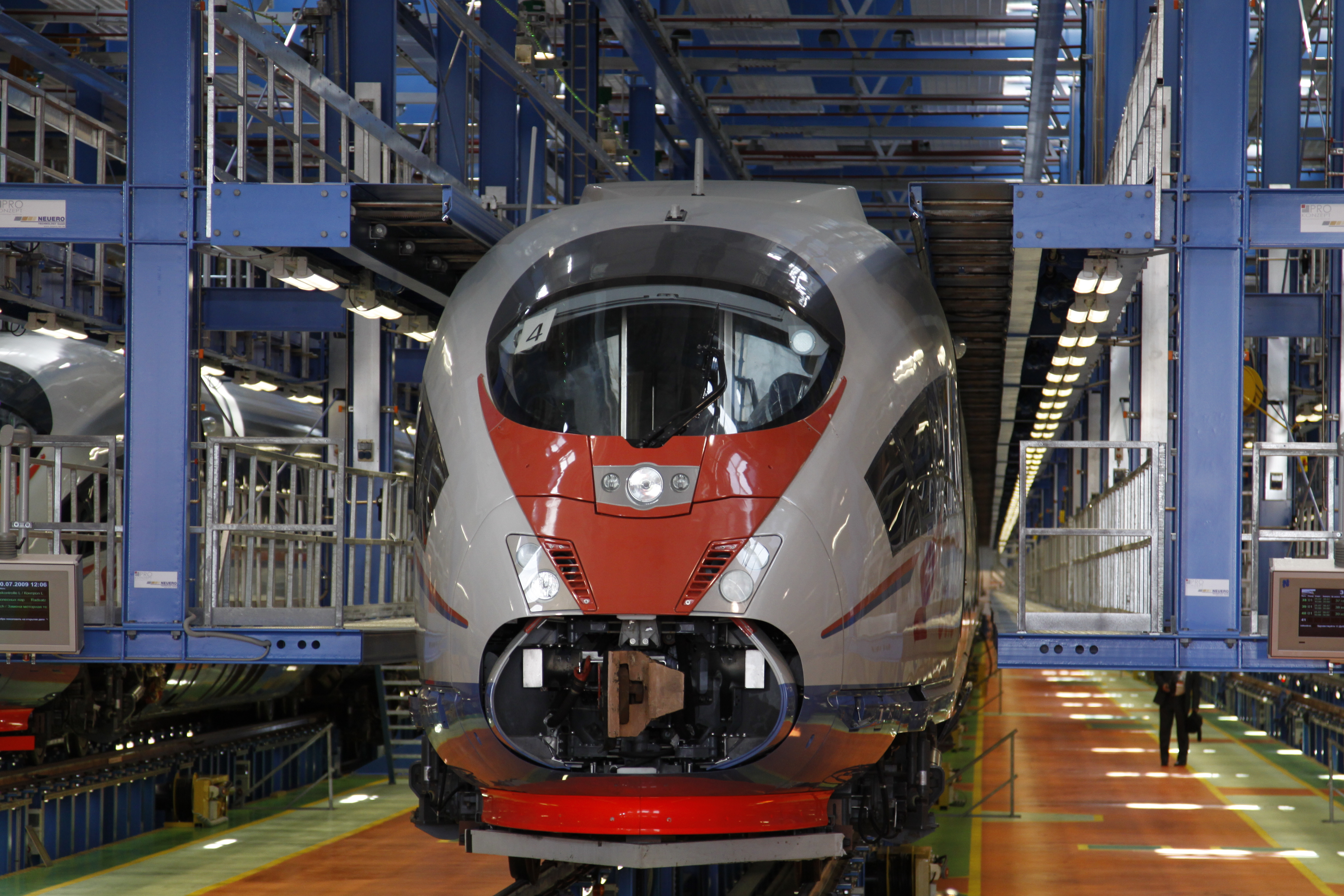
Електропоїзд «Сапсан» в депо на ремонтній позиції
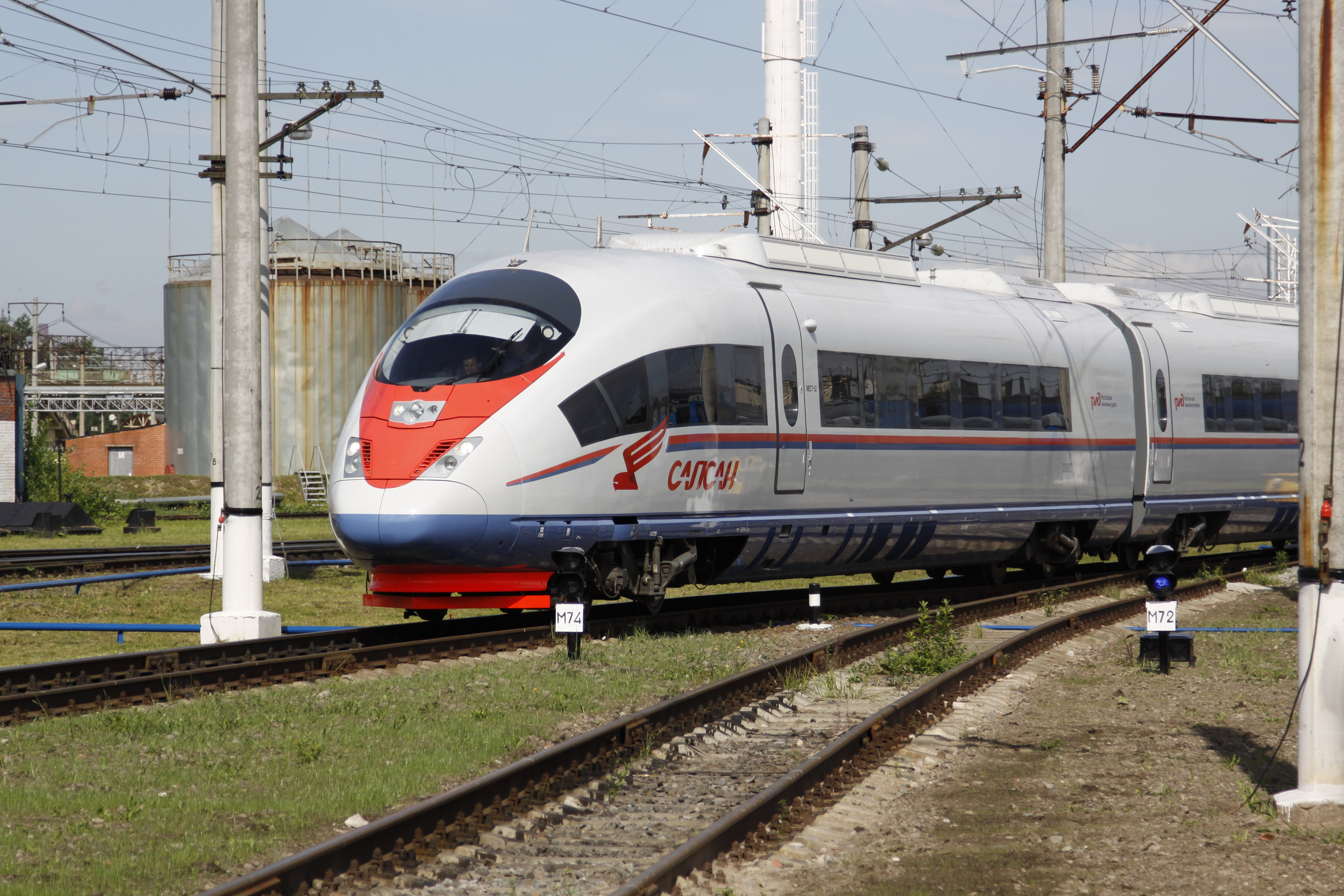
Електропоїзд «Сапсан» прибуває в депо
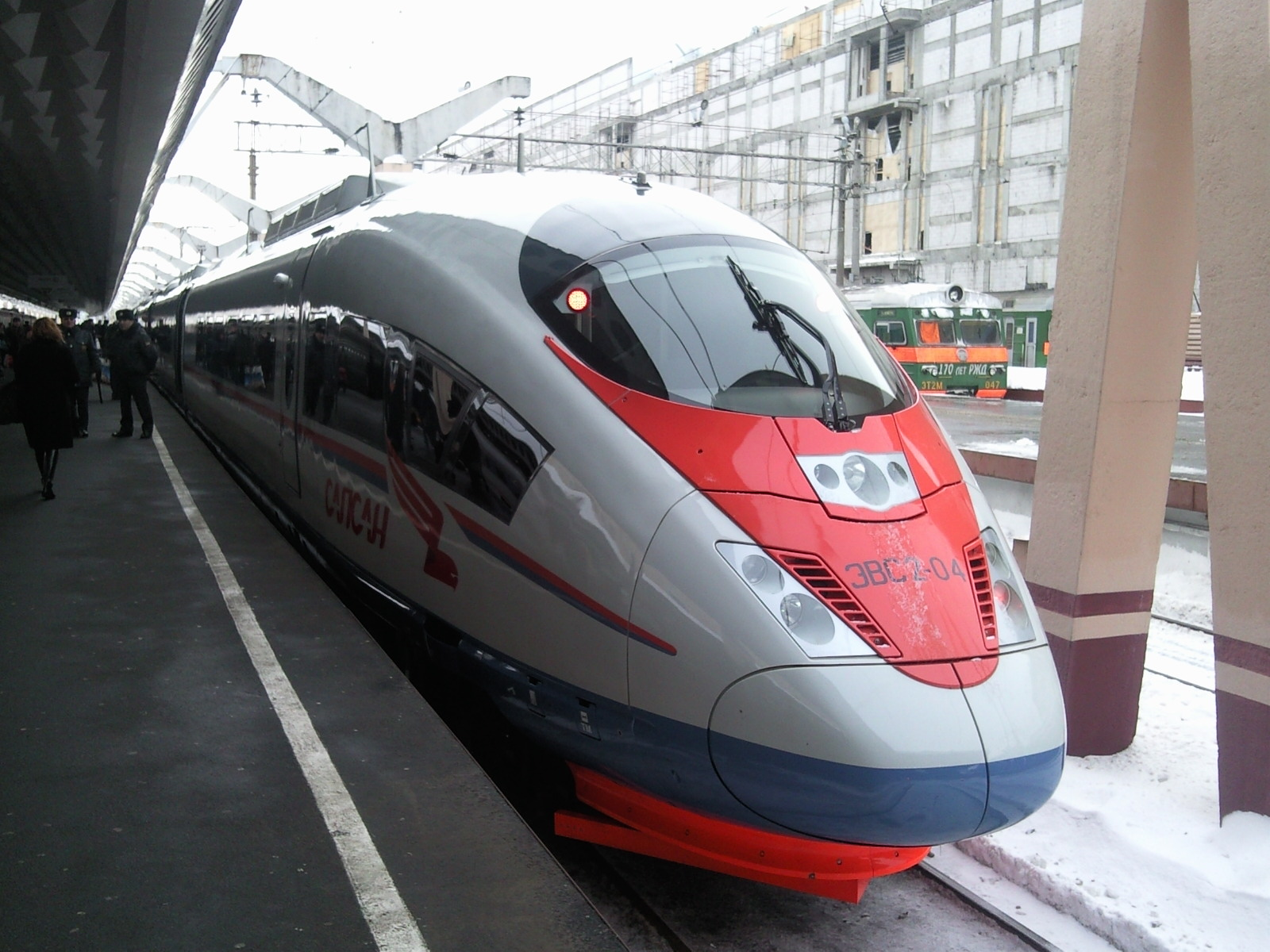
«Сапсан» на Московському вокзалі Санкт-Петербурга
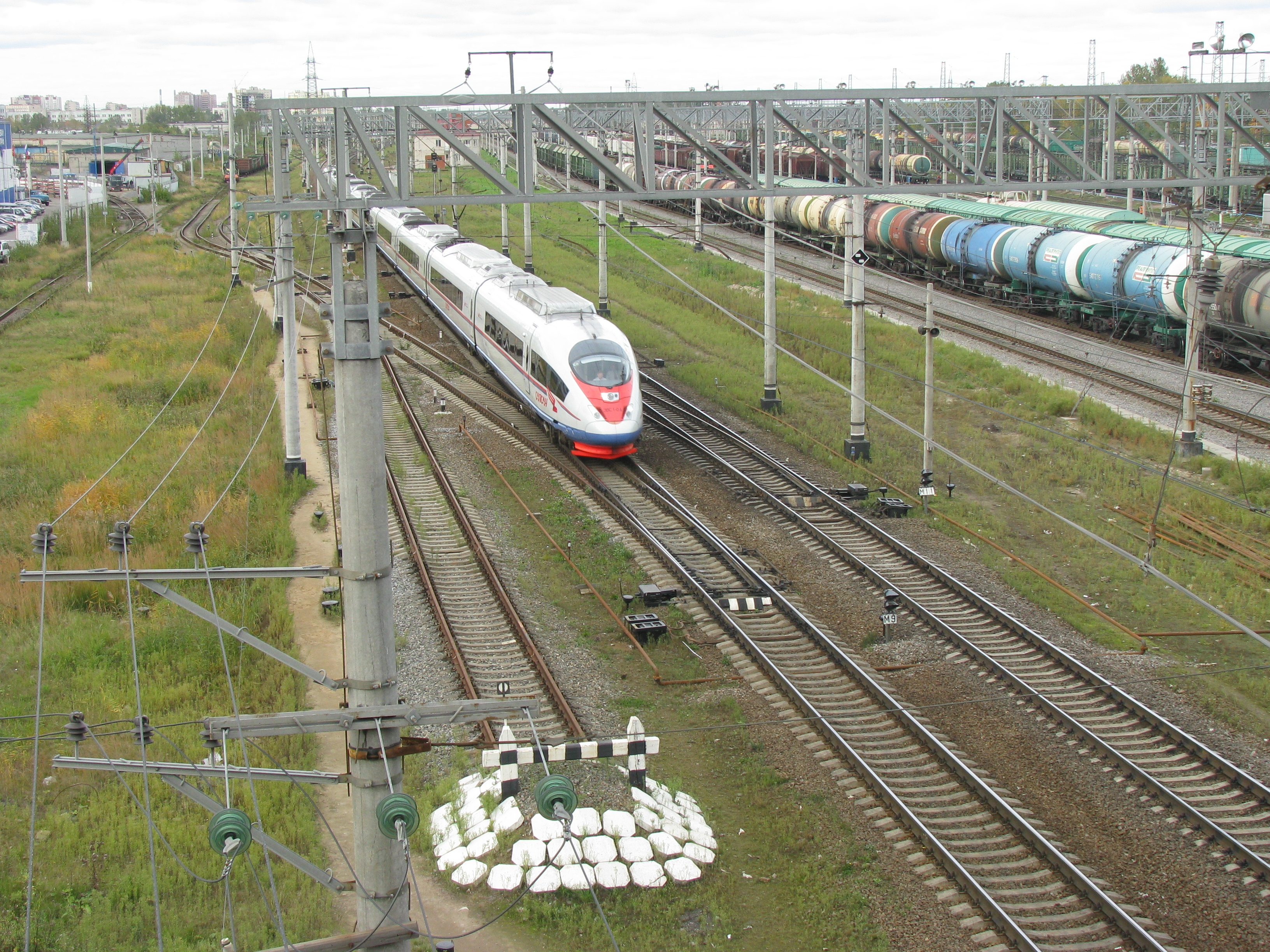
Електропоїзд «Сапсан» проїжджає міст Олександрівської ферми
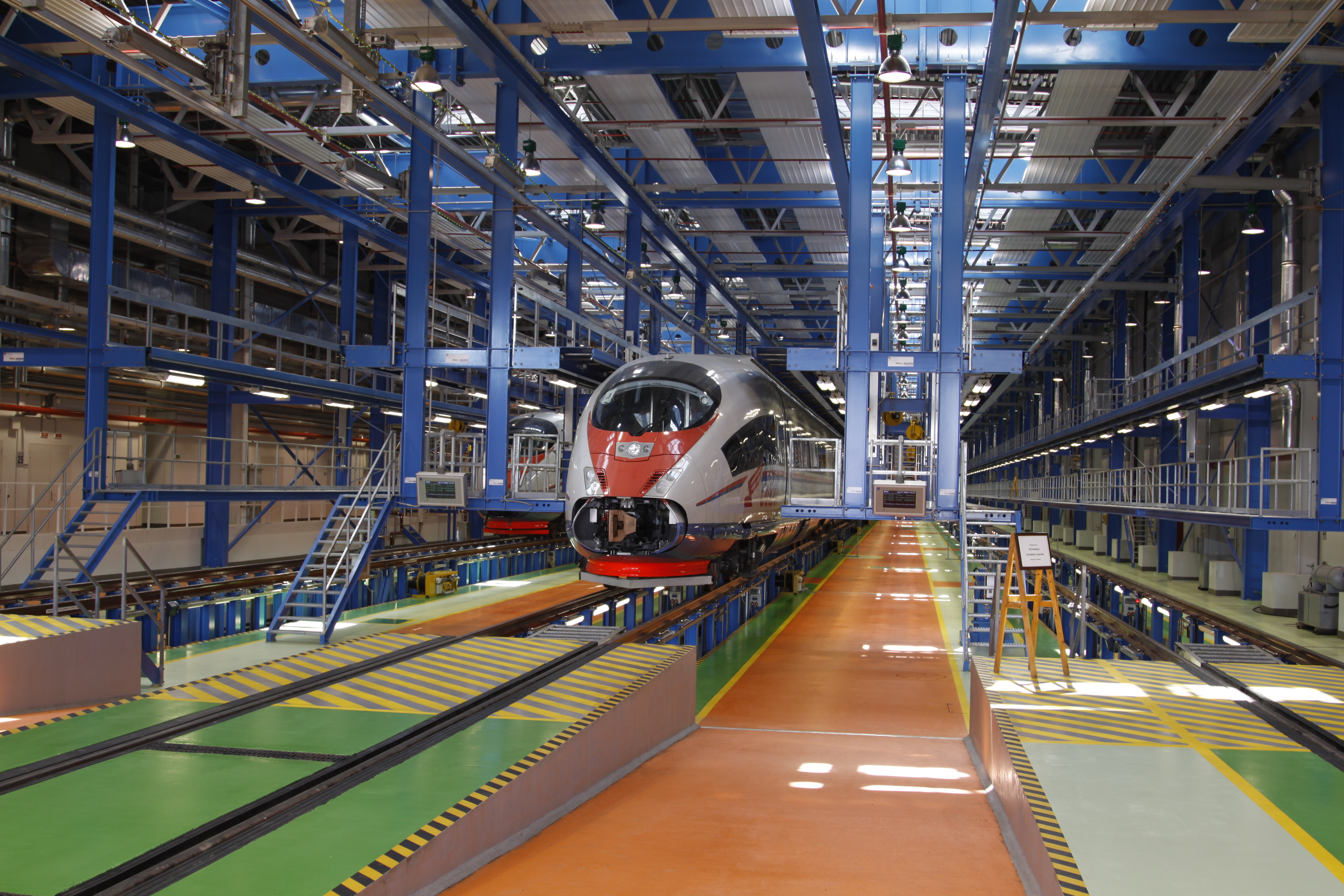
Ремонтні позиції в депо для електропоїздів «Сапсан»
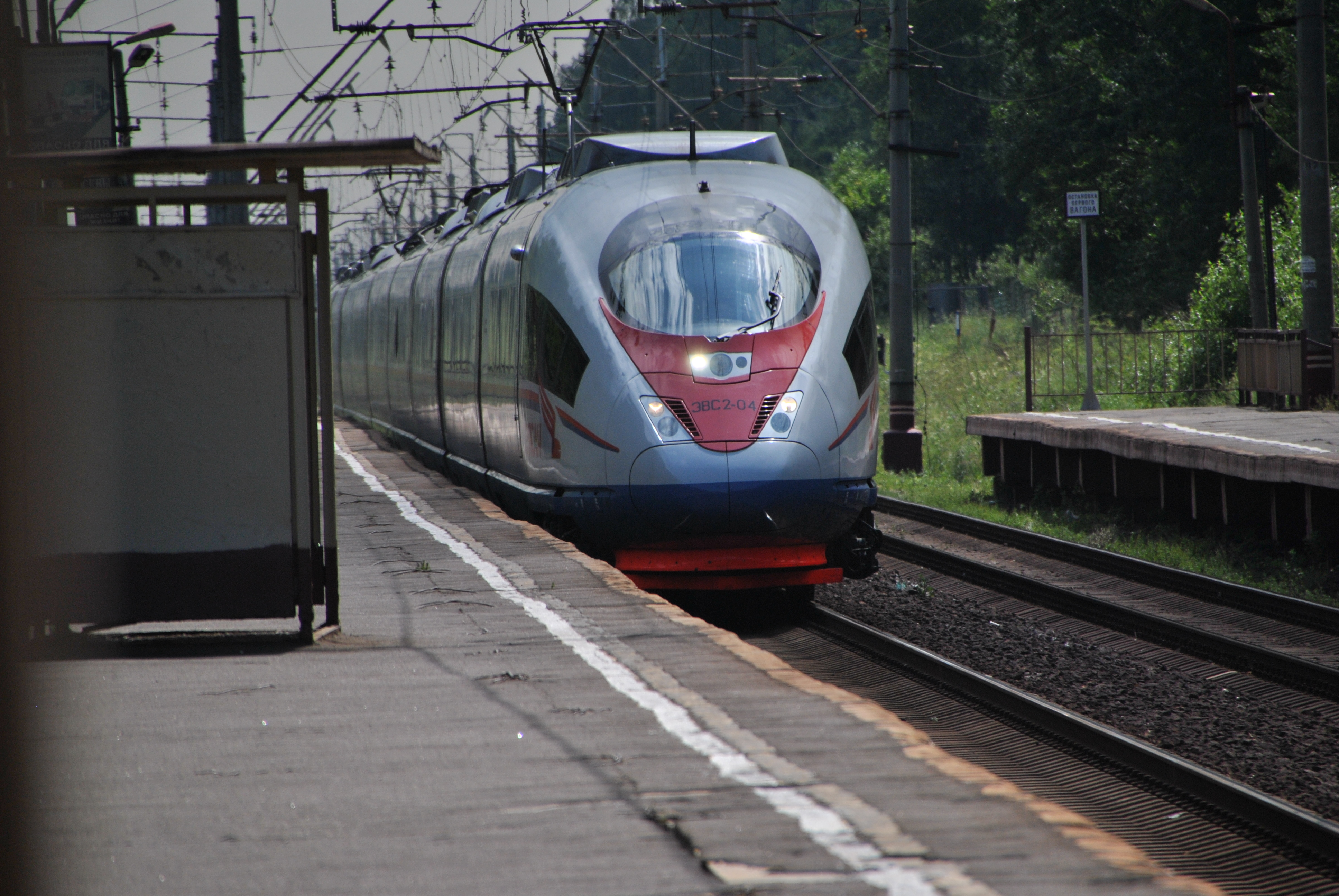
Сапсан прослідує платформу Радищево
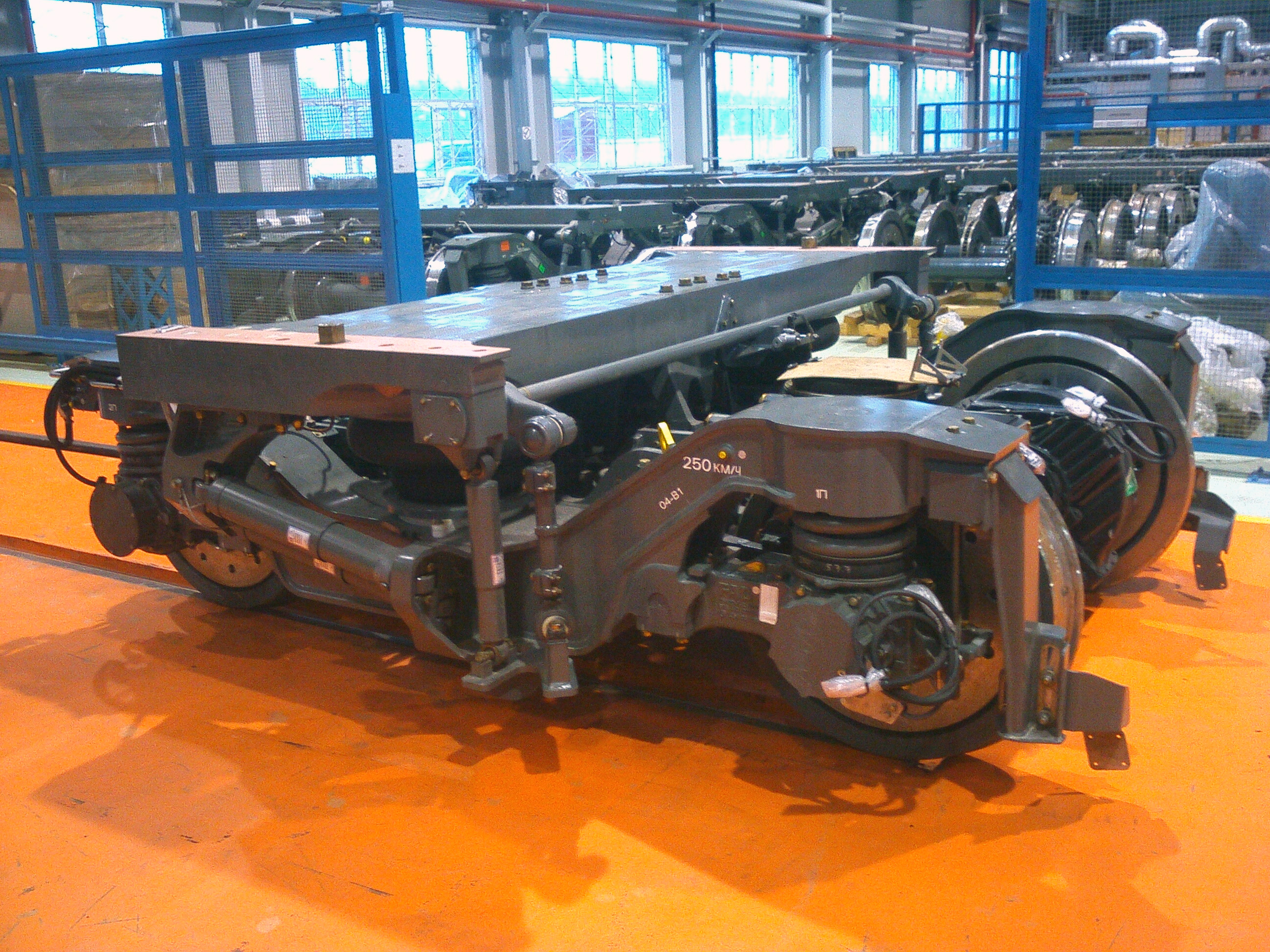
Візок електропоїзда «Сапсан»
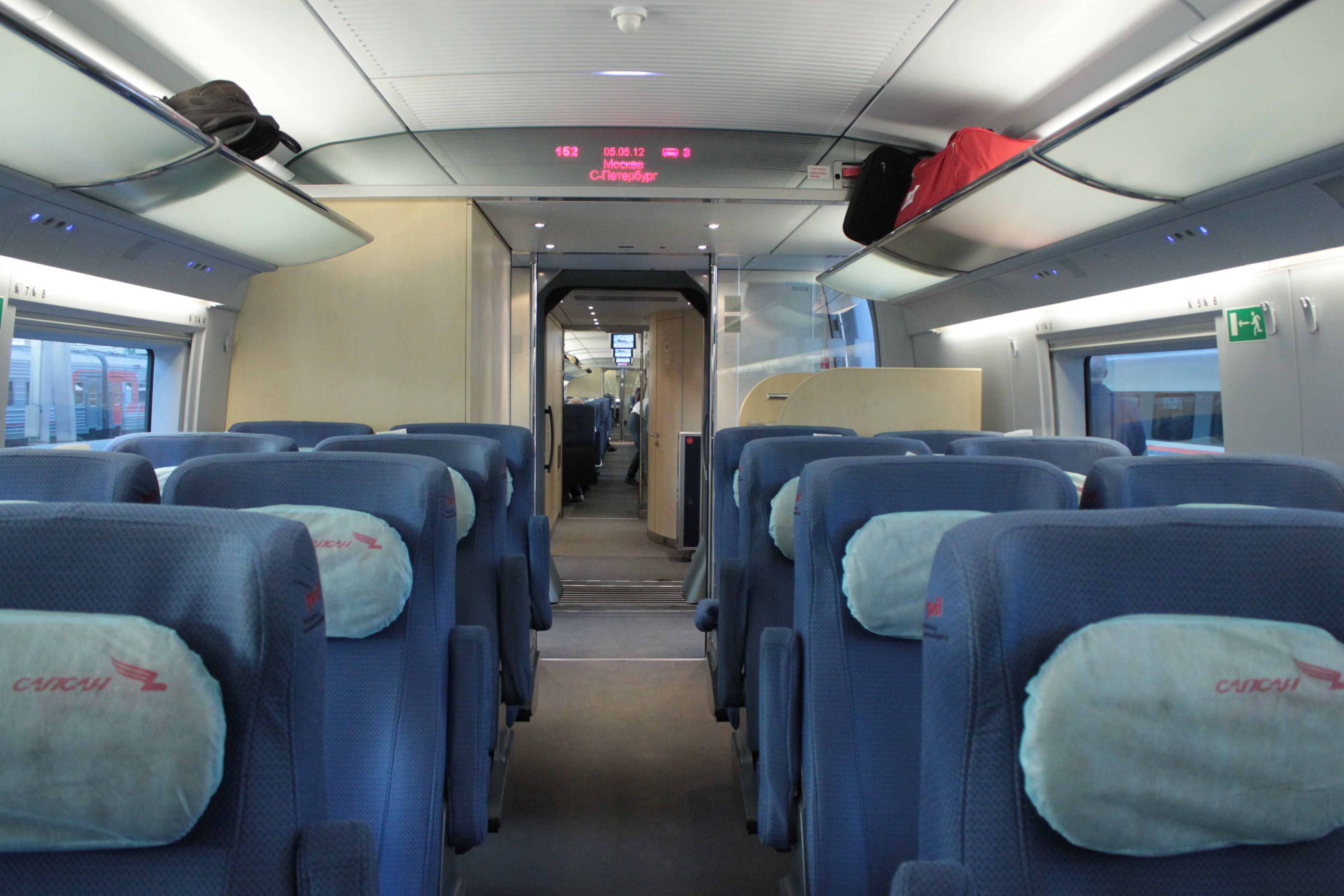
Інтер'єр вагона